# 廊坊临空国际会展中心
廊坊临空国际会展中心，是中華人民共和國河北省廊坊市良庆区的一家会展中心，位于廊坊临空经济区科创片区，总建築面積為14.8万平方米。它由1个会议中心和4座展馆组成。
2023年中国·廊坊国际经济贸易洽谈会在廊坊临空国际会展中心举办。